# Aviston
Aviston – wieś w Stanach Zjednoczonych, w stanie Illinois, w hrabstwie Clinton.